# رينيه غانيه
رينيه غانيه هو ملحن كندي، ولد في 30 مايو 1892 في مونتريال في كندا، وتوفي في 25 مايو 1951 في تروا ريفيير في كندا.

## وصلات خارجية
- رينيه غانيه على موقع ميوزك برينز (الإنجليزية)